# Maxi B
Maxi B, pseudonimo di Maximiliano Bonifazzi (Lugano, 1º settembre 1974), è un rapper svizzero.

## Biografia
Maxi B ha iniziato la carriera musicale nel 2000, vincendo un concorso per giovani rapper indetto dalla rivista hip hop AELLE con il quale ha avuto modo di realizzare e pubblicare due album nello stesso anno insieme a Kaso, ovvero Kaso & Maxi B e Preso giallo. Cinque anni più tardi il duo ha pubblicato il secondo album Tangram, mentre nel 2006 il rapper ha formato i Metro Stars, realizzando gli album Cookies & Milk e Metrotape Vol. 1.
Nel 2008 ha intrapreso la carriera solista, firmando un contratto con l'etichetta discografica Latlantide Promotion e pubblicando l'album Invidia, nel quale è presente un duetto con Giorgio Gaber a una versione riarrangiata di Destra-Sinistra. Nel 2010 l'etichetta ha ripubblicato l'album con la denominazione DeLuxe Invidia Gold Edition.
Nel 2011 Maxi B ha firmato un nuovo contratto con la Tempi Duri Records di Fabri Fibra, realizzando nello stesso anno il mixtape Cattivo e il secondo album da solista L'ottavo giorno della settimana.
Nel 2013 entra a far parte di Radio 3i dove conosce il suo attuale partner radiofonico Michael Casanova, con il quale forma i Blues Brothers di Radio 3i. Insieme all'ex portiere del Football Club Lugano, conquista nel 2018 un Guinness dei primati per la trasmissione radiofonica più lunga al mondo (100 ore, 2 minuti e 28 secondi).
Nel 2015 è ritornato con la Latlantide, con la quale ha pubblicato il terzo album Maledetto, anticipato dal singolo Senza di me e promosso anche da altri due singoli, Da solo e L'amore inutile.
Nel 2017 pubblica il singolo Come cambiano le cose con il featuring di Giorgia Pino, cantante nota per la sua partecipazione a soli 18 anni al talent show The Voice of Italy.

## Discografia

### Da solista
Album in studio
- 2009 – Invidia
- 2012 – L'ottavo giorno della settimana
- 2015 – Maledetto

Mixtape
- 2011 – Cattivo

Singoli
- 2009 – Batti
- 2010 – Destra sinistra (Remix)
- 2010 – Campioni del mondo (con Michel)
- 2010 – Amoressia
- 2011 – Un vero amico
- 2011 – Anni d'oro (Karma Krew feat. Maxi B e Marti)
- 2014 – Senza di me (con Michel e Amir)
- 2015 – Da solo (con Ghemon)
- 2015 – L'amore inutile (con Daniele Vit)
- 2017 – Come cambiano le cose (con Giorgia Pino)
- 2018 – Lunapark (con Paolo Meneguzzi)
- 2020 – Dal cuore freestyle
- 2020 – Slogan (con Daniele Vit)
- 2021 – Buongiorno (con Renato Torre)
- 2021 – Facci caso
- 2021 – Squid Rap

### Kaso & Maxi B
- 2000 – Kaso & Maxi B
- 2000 – Preso giallo
- 2005 – Tangram

### Con i Metrostars
- 2006 – Cookies e Milk
- 2007 – Metrotape Vol. 1

### Collaborazioni
- Bassi Maestro - "V.E.L.M" nella canzone "To The Top"
- Bassi Maestro - "Monkee Bizniz Vol 3" nella canzone "DSS"
- Bassi Maestro - "Monkee Bizniz Vol 4" nella canzone "Un Buco Nell'Acqua"
- Mondo Marcio - "Mondo Marcio Gold Edition" nella canzone "Giorni Matti Pt. 2 Remix"
- Nesli - "Home" nella canzone "Il Mio Nome"
- Crookers - "Mixtape" nella canzone Boss"
- Colonna sonora del film "Style" con la canzone "Thruman Show"
- DJ Double S - "Al Centro Della Scena 1" nella canzone "Credo"
- DJ Double S - " Lo Capisci L'Italiano" nella canzone "Tu Scappi Remix"
- DJ Double S - "Street Iz Callin" nella canzone "Tutto Frana"
- Tormento e Fish - "Area Cronica Nel Vortice 3" nella canzone "Il Secolo Breve"
- DJ Nais - "Zeitgeist" nelle canzoni "Di Tutti I Colori" e "La Musica"
- Daniele Vit - "Chi Sono Veramente" nella canzone "Odio"
- ATPC - "Solido" nella canzone "1000 Bpm"
- ATPC - "Veramente" nella canzone "Tuttodunpezzo"
- Michel - "Chempions League" nella canzone "Manca Fiato"
- Michel - "Da Lontano" nelle canzoni "Pusher Man", "Amo Tradisco Perdono" e "Nell'Aria"
- Michel - "Bombe" nella canzone "Tu Scappi"
- DJ Zeta - "Relations" nella canzone "Zombie"
- DJ Fede - "Original Flavor" nella canzone "My Muzyk"
- Fuoco Negli Ochhi - "Full Immersion" nella canzone "Lo stile del quartiere"
- Zampa - " La lunga e tumultuosa via per Bisanzio" nella canzone "I need love"
- Palla e Lana - "Applausi" nella canzone "Tell Me"
- Dydo e Shai - "Colpi di sonno" nella canzone Alza le mani"
- Freshbeat - "Storytellers" nella canzone "Lacrime Rmx"
- Marya - "Bohemienne" nella canzone "Lo Spessore è il nostro fine"
- Kaso - "Oro Giallo" nella canzone "Ho Un'Idea"
- Il Lato Oscuro Della Costa - "Artificious" nella canzone "Paranoia"
- Compilation - "Swiss Rap" con la canzone "Cosa voglio di più"
- Compilation - "Street Flava 3" con la canzone "Lugano"
- Compilation - "Teste Rap" con la canzone "Batti"
- Numeri 2 - "10 Anni" nella canzone "Cicatrici"
- Zethone - "Cose dell'altro mondo" nella canzone "Kansas City Theory"
- Fog Prison" - "Fiero Prigioniero" nella canzone "Ridere e piangere"

### Inediti
- "L'arte del rap" (2014)